# Калидии
Калидиите (gens Calidia; Callidia) са фамилия от Древен Рим. Те са от триба Camilia.
Известни от фамилията:
- Гней Калидий, конник (eques) в Сицилия.[1]
- Квинт Калидий, народен трибун 99 и претор 79 пр.н.е.
- Марк Калидий, претор 57 пр.н.е., оратор.
- Публий Калидий Север, баща на Тит Калидий.
- Тит Калидий Север, опцион в легион, центурион в XV Аполонов легион 1 век.[2]
- Квинт Калидий Север, брат на Тит Калидий и му поставя гробния паметник в Карнунт.[3]